# Ford End
Ford End is een dorp in het bestuurlijke gebied Chelmsford, in het Engelse graafschap Essex. Het maakt deel van de civil parish Great Waltham.